# Бісьонен

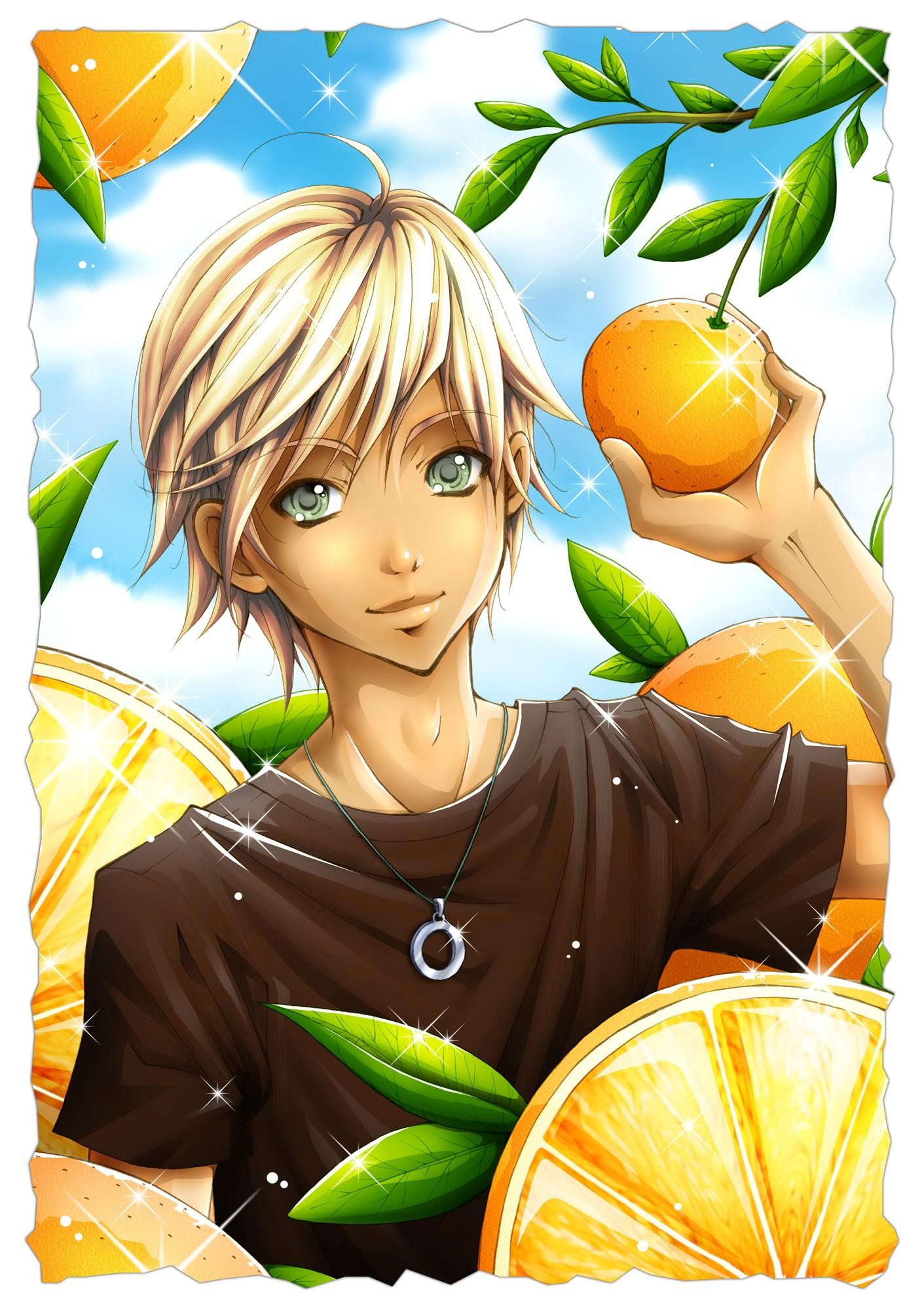
Хлопець в стилі бісьонен

Бісьонен (яп. 美少年, досл. «гарний хлопець») — японський термін-еквівалент англійській концепції «красунчика».
Термін описує естетику, яку можна знайти в різних областях Азії: гарний юнак з андрогінною зовнішністю. Цей образ завжди мав сильні прояви в японській попкультурі, набуваючи все більшої популярності завдяки андрогенним глем-рок гуртам 1970-х років, але його коріння йде від стародавньої японської літератури, гомосоціальних і гомоеротичних ідеалів середньовічного китайського імператорського двору й інтелігенції та індійських естетичних концепцій, перенесених з індуїзмом і буддизмом в Китай.

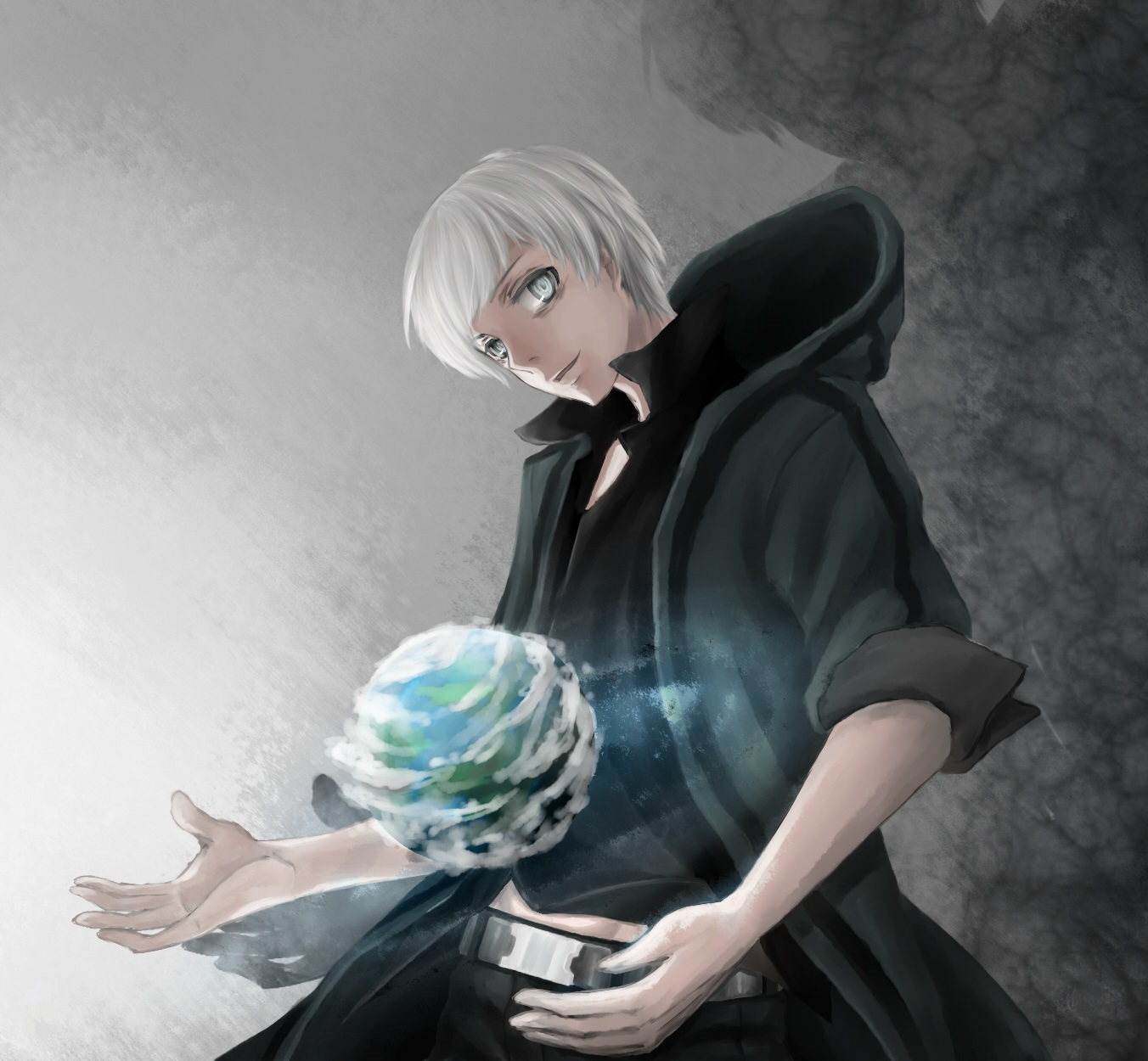

Сьогодні бісьонен дуже популярний серед дівчат і жінок Японії. Причинами цього можуть бути унікальні гендерні відносини. Деякі з них припускають, що бісьонен забезпечує нетрадиційний прояв у гендерних відносинах. Крім того, він ламає стереотипи, що оточують фемінних чоловічих персонажів. Вони часто зображуються з дуже сильними бойовими здібностями, талантами у спорті, високим інтелектом або комедійним талантом.